# Зегарт, Эми
Эми Зегарт (род. в 1967 году) — американский политолог. Старший научный сотрудник в Гуверовском институте. Также состоит старшим научным сотрудником Института международных исследований Фримена Спогли (FSI) и профессором политологии в Стэнфордском университете. С 2013 по 2018 год была директором Центра международной безопасности и сотрудничества (CISAC) Института Фримена Спольи; основатель и директором Стэнфордской программы киберполитики.

## Ранние годы
Родилась в Луисвилле, штат Кентукки, в 1967 году. Получила степень бакалавра восточных азиатских исследований с отличием Гарвардского университета . Затем получила степень доктора политических наук в Стэнфордском университете, где училась у Кондолизы Райс. Во время учёбы в аспирантуре работала в Совете национальной безопасности президента Билла Клинтона

## Карьера
Вскоре после окончания Гарварда переехала в Гонконг, где в течение года продолжала изучать Восточную Азию по стипендии Фулбрайта. После этого начала работать юристом в McKinsey & Company, где консультировала компании из списка Fortune 100 по вопросам стратегии и организационной эффективности. Затем училась в аспирантуре. После получения степени доктора философии работала профессором государственной политики в Школе общественных дел Ласкина Калифорнийского университета в Лос-Анджелесе и научным сотрудником в Центре международных отношений Беркла. В 2011 году перешла на работу в Стэнфордский университет.
Зегарт — ведущий национальный эксперт по разведывательному сообществу США и политике национальной безопасности. На эту тему написала четыре книги: Flawed By Design -- об эволюции отношений между Министерством обороны США, Центральным разведывательным управлением и Советом национальной безопасности ; Spying Blind о работе спецслужб США в период, предшествовавший терактам 11 сентября; « Eyes on Spies» о слабых сторонах надзора за разведкой США; и «Spies, Lies, and Algorithms» о работе разведки в эпоху цифровых технологий.
В настоящее время является членом совета директоров Kratos Defense &amp; Security Solutions, военного подрядчика и производителя оружия, который в 2016 году получил государственный контракт на сумму 29 миллионов долларов на производство систем оружия направленной энергии.
В настоящее время проживает в Пало-Альто, штат Калифорния. Замужем.

## Публикации
- Flawed by Design: The Evolution of the CIA, JCS, and NSC, Stanford University Press, 1999. ISBN 9780804735049
- Spying Blind: The CIA, the FBI, and the Origins of 9/11, Princeton University Press, 2007. ISBN 9780691120218
- Eyes on Spies: Congress and the United States Intelligence Community, Hoover Institution Press, 2011. ISBN 9780817912840
- Rice, Condoleezza. Political Risk: How Businesses and Organizations Can Anticipate Global Insecurity / Condoleezza Rice, Amy Zegart. — New York City : Twelve, 2018. — ISBN 9781455542352.
- "Spies, Lies, and Algorithms, " Foreign Affairs, May/June 2019.[4]
- Lin, Herbert. Bytes, Bombs, and Spies: The Strategic Dimensions of Offensive Cyber Operations / Herbert Lin, Amy Zegart. — Washington : Brookings Institution Press, 2019. — ISBN 9780815735472.
- "Intelligence Isn’t Just for Governments Anymore, " Foreign Affairs, November 2020.[5]
- "Spies Like Us, " Foreign Affairs, July/August 2021.[6]
- Spies, Lies, and Algorithms: The History and Future of American Intelligence, Princeton University Press, 2022. ISBN 9780691147130

На русском
- Кондолиза Райс, Эми Зегарт. Управление политическими рисками в XXI веке = On Managing Risk // Управление рисками / Пер. с англ. : Сборник. — М.: Альпина Паблишер, 2022. — С. 109—128. — ISSN 978-5-9614-8186-0.